# War and Peace (1956)
War and Peace is een Amerikaans/Italiaanse film uit 1956 van King Vidor met in de hoofdrollen Audrey Hepburn, Henry Fonda en Mel Ferrer.
De film is gebaseerd op de roman Oorlog en vrede van de Russische schrijver Lev Tolstoj (1828-1910). Het is de eerste Engelstalige filmversie van de roman.
War and Peace was een groot succes in de bioscopen en leverde een omzet van 12,5 miljoen dollar op, een winst van ruim 6,5 miljoen dollar. De film kreeg vijf Oscarnominaties en won een Golden Globe voor Beste Buitenlandse film.

## Verhaal
1805. Het grootste deel van Europa is veroverd door de troepen van Napoleon Bonaparte. In Moskou houdt men ernstig rekening met de komst van het Franse leger en veel mannen hebben dienst genomen in het leger. Pierre, de onwettige zoon van graaf Bezoechov, keert terug van Parijs en ontmoet zijn oude vriend Nikolaj Rostov, diens vrouw Nataly en de mooie Natasja Rostova. Niet lang na zijn aankomst hoort Pierre dat zijn vader op sterven ligt. Als de oude graaf sterft, erft Pierre diens bezittingen. Zijn nieuwe rijkdom trekt veel aandacht en al snel is Pierre in de ban van de intrigante Helena Koeragina. Haar vader prins Vasili Koeragin wordt de nieuwe opzichter van Pierres bezittingen. Als Pierre bezig is met de voorbereidingen van zijn huwelijk ontmoet hij zijn oude vriend Andrej, die op weg is naar het leger. Daar zal hij benoemd worden tot adjudant van generaal Michail Koetoezov, de bevelhebber van het Russische leger. Tijdens de Slag bij Austerlitz onderscheidt Andrej zich door grote moed als hij de vijand vrijwel alleen tegemoet treedt. Hij raakt gewond en wordt verzorgd door de lijfarts van Napoleon. Zowel Nikolaj Rostov als Andrej keren terug naar Moskou. De vrouw van de laatste sterft in het kraambed, maar baart wel een zoon, Kolya. Pierre heeft zich teruggetrokken op zijn landgoed, maar hoort dat zijn vrouw Helena flirt met zijn vriend Dolokhov, een beruchte dronkaard. Hoewel Pierre totaal onervaren is wat betreft wapens daagt hij Dolokhov uit tot een duel. Het is louter een gelukkig schot van Pierre dat het duel beslist: Dolokhov wordt in zijn schouder geraakt. Pierre verwijt zichzelf dat hij zich tot een barbaars duel heeft verlaagd en laat zich scheiden van Helena. Hij reist vervolgens met Nikolaj, Natali en Natasja naar het landgoed van de Rostovs. Tijdens een jachtpartij ontmoeten ze Andrej, die verliefd raakt op de mooie Natasja. Hij belooft met haar te trouwen als hij terugkomt van de tocht die Tsjaar Alexander naar Pruisen maakt om een vredesverdrag te tekenen met Napoleon. Tijdens zijn afwezigheid wordt Natasja verleid door de broer van Helena, Anatol. Hoewel de laatste is getrouwd wil hij met Natasja weglopen. Pierre probeert hem tegen te houden, maar het kwaad is al geschied en heel Moskou praat nu over de 'sletterige' Natasja. Als gevolg van de roddels gaan Andrej en Natasja uit elkaar. Maar na enige maanden vraagt Natasja aan Pierre om voor haar te bemiddelen bij Andrej. Niet lang na dit incident valt Napoleon Rusland binnen. Het Russische leger trekt steeds verder terug en past de tactiek van de verschroeide aarde toe. Bij het dorp Bordino moet de veldslag tussen de Russen en de Fransen gaan plaatsvinden. Pierre reist naar Bordino om Andrej, die weer in het leger zit, over te halen om Natasja te vergeven. Andrej weigert. De volgende morgen ziet Pierre hoe de Russen zich na de veldslag terugtrekken. De weg naar Moskou ligt nu open voor Napoleon. Onder de families die vluchten, zijn ook de Rostovs. Pierre wordt gevangengenomen door de Fransen als hij probeert Napoleon te vermoorden. Andrej is gewond geraakt en wordt verenigd met Natasja. Ze verzorgt hem, maar tevergeefs, Andrej sterft aan zijn verwondingen. Intussen heeft Napoleon ontdekt dat zijn leger te ver Rusland is ingegaan en er niet genoeg voorraden zijn. Hij trekt terug, maar wordt achtervolgd door kleine onderdelen van het Russische leger. Pierre wordt als gevangene meegevoerd. Tijdens een aanval van de Russen onder leiding van Dolokhov kan hij ontsnappen. De laatste informeert Pierre dat Helena is gestorven. Pierre keert terug naar Moskou, waar ook de Rostovs naar terugkeren. Als hij Natasja ziet, weet hij zeker dat hij verliefd is op haar. De liefde blijkt wederzijds en het paar neemt zijn intrek in het landgoed van Pierre.

## Rolverdeling

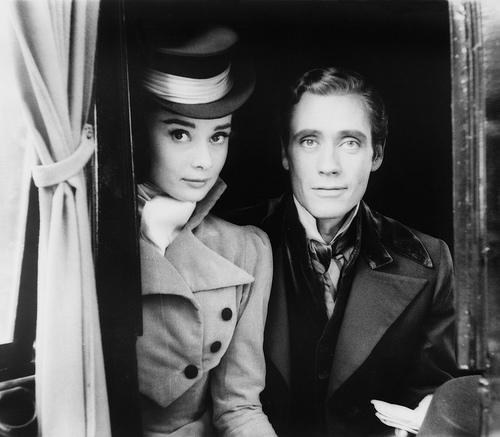
Audrey Hepburn en Mel Ferrer op de set van War and Peace in 1955

| Acteur           | Personage         |
| ---------------- | ----------------- |
| Audrey Hepburn   | Natasja Rostova   |
| Henry Fonda      | Pierre Bezoechov  |
| Mel Ferrer       | Andrej Bolkonski  |
| Vittorio Gassman | Anatol            |
| Herbert Lom      | Napoleon          |
| Anita Ekberg     | Helena Koeragina  |
| Jeremy Brett     | Nikolaj Rostov    |
| Oscar Homolka    | Michail Koetoezov |
| May Britt        | Sonja             |
| Milly Vitale     | Lise              |
| Tullio Carminati | Vasili            |

## Achtergrond

### Pre-productie

#### Korda, Todd en Selznick
In de jaren vijftig was Hollywood op zoek naar onderwerpen voor grootschalige spektakelproducten. De Bijbel was een geliefd boek bij de producenten en leverde voldoende stof op voor tientallen filmprojecten, maar ook andere boeken leverden inspiratie. Oorlog en vrede van Tolstoj was erg in trek. Ten eerste sidderde het boek van actie in de vorm van grote veldslagen, romantiek en driehoeksverhoudingen en het bevatte, volgens vele critici, de mooiste heldin uit de literatuurgeschiedenis, Natasja. Maar het allerbelangrijkste, het boek was vrij van auteursrechten. Het was Alexander Korda die al in 1941 rondliep met plannen om Tolstojs boek te verfilmen. Hij zocht contact met Orson Welles voor de regie en had Merle Oberon in gedachten voor de rol van Pierre. In juli 1942 had Korda contact met de Russische autoriteiten over een samenwerking. De oorlog vertraagde het project echter en pas in 1944 meldde de Hollywood Reporter dat Korda de film zou opnemen met Agnes Moorehead als Natasja en Jack Lee als Pierre. Lillian Hellman zou het scenario schrijven. Dat was het laatste nieuws over het project. Niet lang daarna gaf Korda Oorlog en Vrede op. In de jaren vijftig pakte Michael Todd het project weer op. Hij wilde Fred Zinnemann als regisseur en had zijn zinnen gezet op Audrey Hepburn in de rol van Natasja. De bedoeling was om de film op te nemen in Joegoslavië of Rusland en Todd voerde hiervoor gesprekken met de autoriteiten. Er zouden duizenden soldaten gebruikt worden als figuranten. Todd had echter nog een ander project af te maken, Around the World in Eighty Days. Uiteindelijk gaf hij War and Peace op omdat Around the World te veel tijd kostte. Ook David O. Selznick had plannen met Oorlog en vrede, maar dat bleef bij wat schuchtere verkenningen.

#### De Laurentiis en Ponti

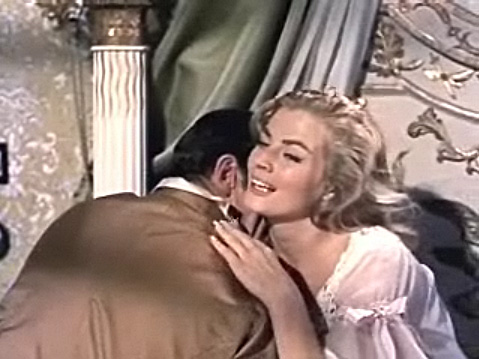
Anita Ekberg als Helena

Volgens de New York Times in oktober 1954 koesterden Dino De Laurentiis en Carlo Ponti plannen om War and Peace te verfilmen. De Franse acteur Gerad Philippe zou een belangrijke rol vervullen en Elia Kazan was uitverkoren voor de regie. De producenten verklaarden dat ze graag Marlon Brando als Pierre wilden inzetten. In december 1954 meldde Hollywood Reporter dat regisseur Mario Camerini de regie zou voeren. Maar al deze geruchten waren slechts het werk van de publiciteitsmachine van De Laurentiis. In werkelijkheid hadden de producenten alleen nog maar plannen. Ze moesten de film nog verkopen aan een grote studio die voldoende geld had om alles te financieren. De Laurentiis wist dat Paramount de film wilde maken, maar geen goed scenario had. Onmiddellijk scheurde hij zijn kopie van Oorlog en Vrede in een aantal gelijke delen en zette een aantal Italiaanse scenaristen in teams aan het werk. Drie weken later zamelde hij de resultaten in, plakte ze aan elkaar en liet ze in het Engels vertalen. Hij vloog naar de VS en wierp het 506 pagina's tellende scenario op het bureau van Paramounts directie. Niet lang daarna kreeg hij het groene licht om de film te maken.

### Scenario
De roman van Tolstoj is meer dan duizend bladzijden en voor de film moest er dus flink worden gesneden in het overvloedige materiaal. Besloten werd om zich met name te concentreren op drie hoofdpersonen: Natasja, Pierre en Andrej, en hun onderlinge verhoudingen. In het boek worden meer families gevolgd en komen ook andere residenties dan die van de Rostovs naar voren. In totaal bleven slechts 18 van de voornaamste 30 personages uit het boek over. Alle episodes die in Sint-Petersburg spelen zijn weggelaten. De scènes die op het platteland zijn gesitueerd zijn drastisch ingekort. De relatie tussen Nikolaj, Sonja en Maria komt veel minder uit de verf. Ook veel historische figuren zijn weggelaten met uitzondering van Napoleon en Kutozov. De kleinere veldslagen zijn verdwenen, terwijl de overtocht van de Fransen over de Berezina is toegevoegd. De hele epiloog is nagenoeg verdwenen, net als het gebruik van de Franse taal en Tolstoj's verhandelingen over de geschiedenis. Het scenario dat overbleef telde desondanks 506 pagina's, vijf keer zo lang als een doorsnee scenario. De Laurentiis vroeg auteur Irving Shaw om het scenario te bewerken en herschrijven. Shaw voltooide het scenario maar eiste dat zijn naam niet op de aftiteling te zien zou zijn. Volgens Hollywood Reporter was de reden hiervoor dat Elizabeth Hill, de vrouw van regisseur King Vidor, grote delen van de dialoog opnieuw bewerkt had. Volgens Vidor droeg hijzelf en ook de regisseur van de tweede equipe, Mario Soldati, bij aan het definitieve scenario.

### Acteurs

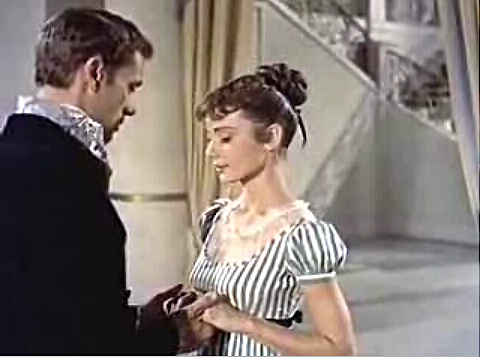
Audrey Hepburn als Natasja en Mel Ferrer als prins Andrej

De keuze voor de rol van Natasja vormde geen probleem. Audrey Hepburn stond hoog op het verlanglijstje van de producten. Actrice Jean Simmons was even een optie, maar toen Hepburn in beeld kwam, verdween zij weer. Hepburn kreeg een salaris van 350.000 dollar voor de film. Het hoogste salaris dat een actrice tot die tijd ontving voor één film. Hepburn had ook inspraak in een groot aantal zaken, zoals de selectie van de acteurs. Zo bemoeide ze zich intensief met de selectie voor de rol van Pierre. In het boek is Pierre een wat dikke jongeman met een bril, niet de ideale romantische held. Dino De Laurentiis had al besloten dat 'zijn' Pierre een knappe jongeman moest zijn. Hepburn suggereerde dat Peter Ustinov een ideale Pierre zou zijn. Ustinov voldeed aan het profiel van Pierre uit het boek en niet aan de eisen van De Laurentiis. Dus schoof Audrey Hepburn haar tegenspeler uit Roman Holiday, Gregory Peck naar voren. King Vidor kwam met Paul Scofield, Stewart Granger en Richard Burton voor de rol van Pierre. Ook Marlon Brando maakte een goede kans. Uiteindelijk contracteerde De Laurentiis Henry Fonda. Fonda zou later toegeven dat hij zich totaal niet geschikt achtte voor de rol en alleen 'ja' zei vanwege het geld. Hij vond dat hij totaal niet leek op de Pierre uit het boek en was al bezig met kussentjes om dikker te lijken en het uitzoeken van een bril. Aan het leeftijdsverschil (de Pierre uit het boek is veel jonger dan Fonda was toen de film werd gemaakt) kon hij echter weinig doen. Tot zijn verbazing was het ook niet nodig om dikker te lijken en kon de bril weer terug naar de rekwisieten. Gregory Peck werd behalve voor de rol van Pierre ook overwogen voor de rol van Andrej. Andere kandidaten waren Gino Cervi and Massimo Serato en Sebastian Cabot. Uiteindelijk ging de man van Audrey Hepburn, Mel Ferrer, met de rol aan de haal. Arlene Dahl was vastgelegd voor de rol van Helena, maar werd ziek en moest halsoverkop worden vervangen door Anita Ekberg. Fredric March was in de race voor de rol van Michail Koetoezov, maar verloor van Oscar Homolka.

### Productie

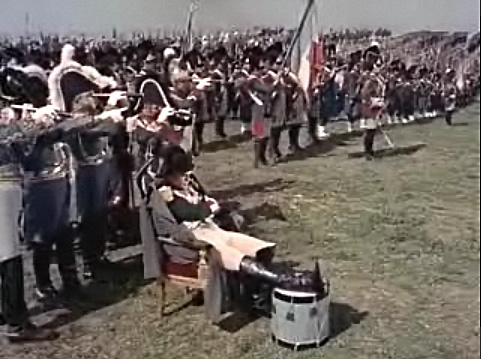
De slag bij Austerlitz

Audrey Hepburns invloed strekte zich uit over meerdere terreinen. Op haar verzoek werd Franz Planer, de cameraman van Roman Holiday aangetrokken. Ook vroeg ze voor de make-up Alberto De Rossi en diens vrouw Grazia voor haar kapsels. Vriend en ontwerper Hubert de Givenchy zag toe op het passen van haar kostuums. De opnames werden gemaakt in Italië, op locatie in Felonica, Turijn, en Rome. Opnames in de studio werden gemaakt in de Cinecittà Studios. Een aantal scènes met sneeuw waren op locatie gemaakt in Finland. Met name de verfilming van de veldslagen kostte de nodige moeite. Uit voorzorg hadden de producers vijfenzestig artsen verkleed als soldaten tussen de duizenden figuranten geplaatst om direct te kunnen ingrijpen als stuntmensen of figuranten gewond raakten. De acteurs werden wat meer in de watten gelegd. Vrijwel alle acteurs werden bij de scènes waarbij op paarden werd gereden, vervangen door stuntmensen. Voor close-ups zaten de acteurs op mechanische paarden. De enige uitzondering was Jeremy Brett. Er werden tussen de 5000 en 8000 Italiaanse soldaten ingezet als figurant bij de veldslagen. King Vidor regisseerde de opnames van de slag bij Borodino zelf in plaats van het over te laten aan een regisseur van de tweede equipe. Meer dan 100.000 uniformen, kostuums en pruiken werden vervaardigd aan de hand van originele prenten en schilderijen uit de tijd van Napoleon. In de post-productie werden de stemmen van May Britt en Anita Ekberg opnieuw ingesproken door andere acteurs. De film was na de opnames 220 minuten lang, bijna vier uur. Vidor liet het terugbrengen tot 205 minuten.

### Ontvangst
Hoewel de film een groot succes was in de bioscopen in Europa en Azië, liepen de Amerikanen er niet erg warm voor, ondanks de goede kritieken die de film kreeg. In Rusland daarentegen was men razend enthousiast, tot groot chagrijn van de Sovjetregering. De Koude Oorlog was op zijn hoogtepunt en het was voor hen nogal vernederend dat een Amerikaans/Italiaanse film zo succesvol een beroemde Russische roman in beeld had gebracht. In 1967 zou de Sovjet-Unie hun eigen versie uitbrengen. War and Peace uit 1956 zou meer dan 12 miljoen dollar opbrengen, op een budget van zes miljoen dollar.

## Prijzen en nominaties

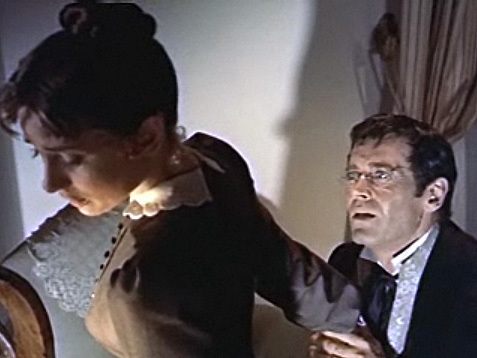
Hepburn en Fonda

De film kreeg een Golden Globe in de categorie Beste Buitenlandse Film. Andere Golden Globe nominaties waren er voor Beste Regisseur, Beste Actrice (Audrey Hepburn), Beste Mannelijke Bijrol (Oscar Homolka) en Beste Film. Er werden geen Oscars gewonnen, ondanks de drie nominaties in de categorie Beste regisseur (King Vidor), Beste Camerawerk (Jack Cardiff) en Beste Kostuumontwerp (Maria De Matteis). In het Verenigd Koninkrijk kreeg Audrey Hepburn een nominatie voor een BAFTA voor Beste Actrice en was er een nominatie voor Beste Film.